# ISO 3166-2:HU
ISO 3166-2:HU is een ISO-standaard met betrekking tot de zogenaamde geocodes. Het is een subset van de ISO 3166-2 tabel, die specifiek betrekking heeft op Hongarije. 
De gegevens werden tot op 23 november 2017 geüpdatet op het ISO Online Browsing Platform (OBP). Hier worden gedefinieerd:
- 19 comitaten - county (en) / comitat (fr) / megye (hu) -
- 23 steden met comitaatrecht - city with county rights (en) / ville ayant un rang de comitat (fr) / megyei jogú város (hu) -
- 1 hoofdstad - capital city (en) / ville capitale (fr) / főváros (hu) -

Volgens de eerste set, ISO 3166-1, staat HU voor Hongarije , het tweede gedeelte is een tweeletterige code.

## Codes
| Code  | Naam                         | Categorie              |
| ----- | ---------------------------- | ---------------------- |
| HU-BK | Bács-Kiskun                  | comitaat               |
| HU-BA | Baranya                      | comitaat               |
| HU-BE | Békés                        | comitaat               |
| HU-BC | Békéscsaba                   | stad met comitaatrecht |
| HU-BZ | Borsod-Abaúj-Zemplén         | comitaat               |
| HU-BU | Budapest                     | hoofdstad              |
| HU-CS | Csongrád                     | comitaat               |
| HU-DE | Debrecen                     | stad met comitaatrecht |
| HU-DU | Dunaújváros                  | stad met comitaatrecht |
| HU-EG | Eger                         | stad met comitaatrecht |
| HU-ER | Érd                          | stad met comitaatrecht |
| HU-FE | Fejér                        | comitaat               |
| HU-GY | Győr                         | stad met comitaatrecht |
| HU-GS | Győr-Moson-Sopron            | comitaat               |
| HU-HB | Hajdú-Bihar                  | comitaat               |
| HU-HE | Heves                        | comitaat               |
| HU-HV | Hódmezővásárhely             | stad met comitaatrecht |
| HU-JN | Jász-Nagykun-Szolnok         | comitaat               |
| HU-KV | Kaposvár                     | stad met comitaatrecht |
| HU-KM | Kecskemét                    | stad met comitaatrecht |
| HU-KE | Komárom-Esztergom            | comitaat               |
| HU-MI | Miskolc                      | stad met comitaatrecht |
| HU-NK | Nagykanizsa                  | stad met comitaatrecht |
| HU-NO | Nógrád                       | comitaat               |
| HU-NY | Nyíregyháza                  | stad met comitaatrecht |
| HU-PS | Pécs                         | stad met comitaatrecht |
| HU-PE | Pest                         | comitaat               |
| HU-ST | Salgótarján                  | stad met comitaatrecht |
| HU-SO | Somogy                       | comitaat               |
| HU-SN | Sopron                       | stad met comitaatrecht |
| HU-SZ | Szabolcs-Szatmár-Bereg       | comitaat               |
| HU-SD | Szeged                       | stad met comitaatrecht |
| HU-SF | Székesfehérvár               | stad met comitaatrecht |
| HU-SS | Szekszárd                    | stad met comitaatrecht |
| HU-SK | Szolnok                      | stad met comitaatrecht |
| HU-SH | Szombathely                  | stad met comitaatrecht |
| HU-TB | Tatabánya                    | stad met comitaatrecht |
| HU-TO | Tolna                        | comitaat               |
| HU-VA | Vas                          | comitaat               |
| HU-VE | Veszprém (megye)             | comitaat               |
| HU-VM | Veszprém (megyei jogú város) | stad met comitaatrecht |
| HU-ZA | Zala                         | comitaat               |
| HU-ZE | Zalaegerszeg                 | stad met comitaatrecht |